# جورج فيتزموريس
جورج فيتزموريس (بالفرنسية: George Fitzmaurice)‏ هو منتج أفلام ومخرج فرنسي وأمريكي، ولد في 13 فبراير 1885 في باريس في فرنسا، وتوفي في 13 يونيو 1940 في لوس أنجلوس في الولايات المتحدة.

## وصلات خارجية
- جورج فيتزموريس على موقع IMDb (الإنجليزية)
- جورج فيتزموريس على موقع الموسوعة البريطانية (الإنجليزية)
- جورج فيتزموريس على موقع ألو سيني (الفرنسية)
- جورج فيتزموريس على موقع تيرنر كلاسيك موفيز (الإنجليزية)
- جورج فيتزموريس على موقع أول موفي (الإنجليزية)
- جورج فيتزموريس على موقع قاعدة بيانات الأفلام السويدية (السويدية)
- جورج فيتزموريس على موقع إن إن دي بي (الإنجليزية)
- جورج فيتزموريس على موقع قاعدة بيانات الفيلم (الإنجليزية)
- جورج فيتزموريس على موقع كينوبويسك (الروسية)